# 谷川英夫
谷川 英夫（たにがわ ひでお、1937年7月24日 - ）は日本の大蔵官僚。国税庁長官官房人事課長、税務大学校長、青森県副知事、関東財務局長などを歴任。岩手県盛岡市若園町10丁目在住。瑞宝中綬章受章。

## 来歴
北海道函館市出身。東京大学法学部卒業。1961年 大蔵省入省（大臣官房文書課）。1966年7月 府中税務署長。1984年6月 国税庁長官官房人事課長。1986年6月 税務大学校長。1987年6月 青森県副知事。1989年7月1日 関東財務局長。1990年6月29日 退官。同年7月 中小企業信用保険公庫理事。1992年10月 岩手銀行顧問。1993年6月 同行専務。2008年春の叙勲で瑞宝中綬章を受章。

## 略歴
- 1961年4月：大蔵省入省（大臣官房文書課）。
- 1963年6月：北海道財務局理財部。
- 1964年7月：公正取引委員会事務局経済部企業課第五係長[3]。
- 1966年7月：府中税務署長。
- 1967年8月：国際金融局国際機構課長補佐。
- 1969年8月：銀行局特別金融課長補佐（中小金融）[4]。
- 1971年7月：主税局税制第一課長補佐。
- 1973年7月：関税局企画課長補佐。
- 1975年7月：経済企画庁長官官房企画課長補佐。
- 1976年7月：国際金融局総務課長補佐（総括）[5]。
- 1977年7月：東京国税局間税部長。
- 1979年7月：北海道開発庁予算課長。
- 1981年7月：関税局監視課長。
- 1982年6月：国税庁直税部法人税課長。
- 1984年6月：国税庁長官官房人事課長。
- 1986年6月：税務大学校長。
- 1987年6月：大臣官房付。
- 1987年6月：青森県副知事。
- 1989年7月1日：関東財務局長。
- 1990年6月29日：退官。